# BMW R 39
La R 39 est le premier modèle de moto monocylindre du constructeur allemand BMW. Elle a été commercialisée de 1925 à 1927.

## Les BMW monocylindres
En 1924, BMW décide de compléter son offre de bicylindres à plat par un monocylindre moins onéreux, la R 39, présentée fin 1924 et commercialisée à partir de septembre 1925.
La R 39, premier monocylindre construit par BMW, sera suivie de plusieurs autres monocylindres jusqu'en 1966 : les R2/3/4, puis les R20/23/etc. jusqu'à la R 27.
Ce n'est qu'en 1993 que réapparaitra une BMW monocylindre : la F650, avec un moteur Rotax et une transmission finale par chaîne.

## La R 39
Bien qu'initialement destinée à être un modèle plus économique que les bicylindres R 32 et R 37, la R 39 bénéficie de plusieurs éléments techniques similaires : cadre rigide avec fourche suspendue par ressorts à lames, boîte de vitesses à trois rapports, transmission par arbre et cardan, et même tête de cylindre en alliage léger. Le frein arrière est une innovation : c'est un système à mâchoires commandé au pied et agissant directement sur l'arbre de transmission. Le moteur est un monocylindre vertical culbuté de 247 cm3 délivrant 6,5 ch.
Ces caractéristiques font de la R 39 un modèle très performant, qui remporte notamment le championnat allemand des 250 cm3 en 1925. Mais des problèmes de qualité et un prix trop proche de celui de la R 32 limitent son succès commercial : 855 exemplaires seulement seront commercialisés. 

## Galerie

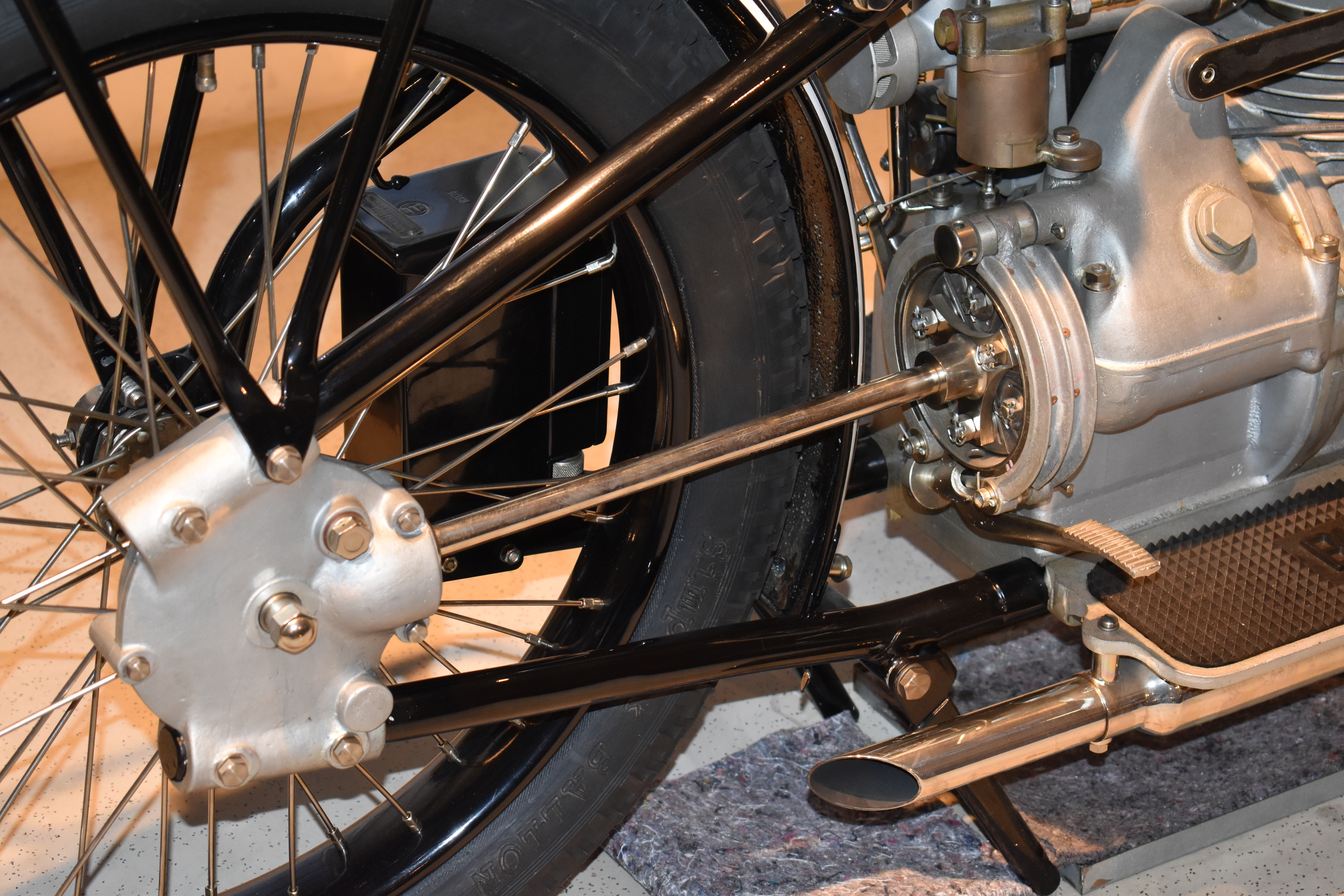
R 39 : arbre de transmission et frein arrière.
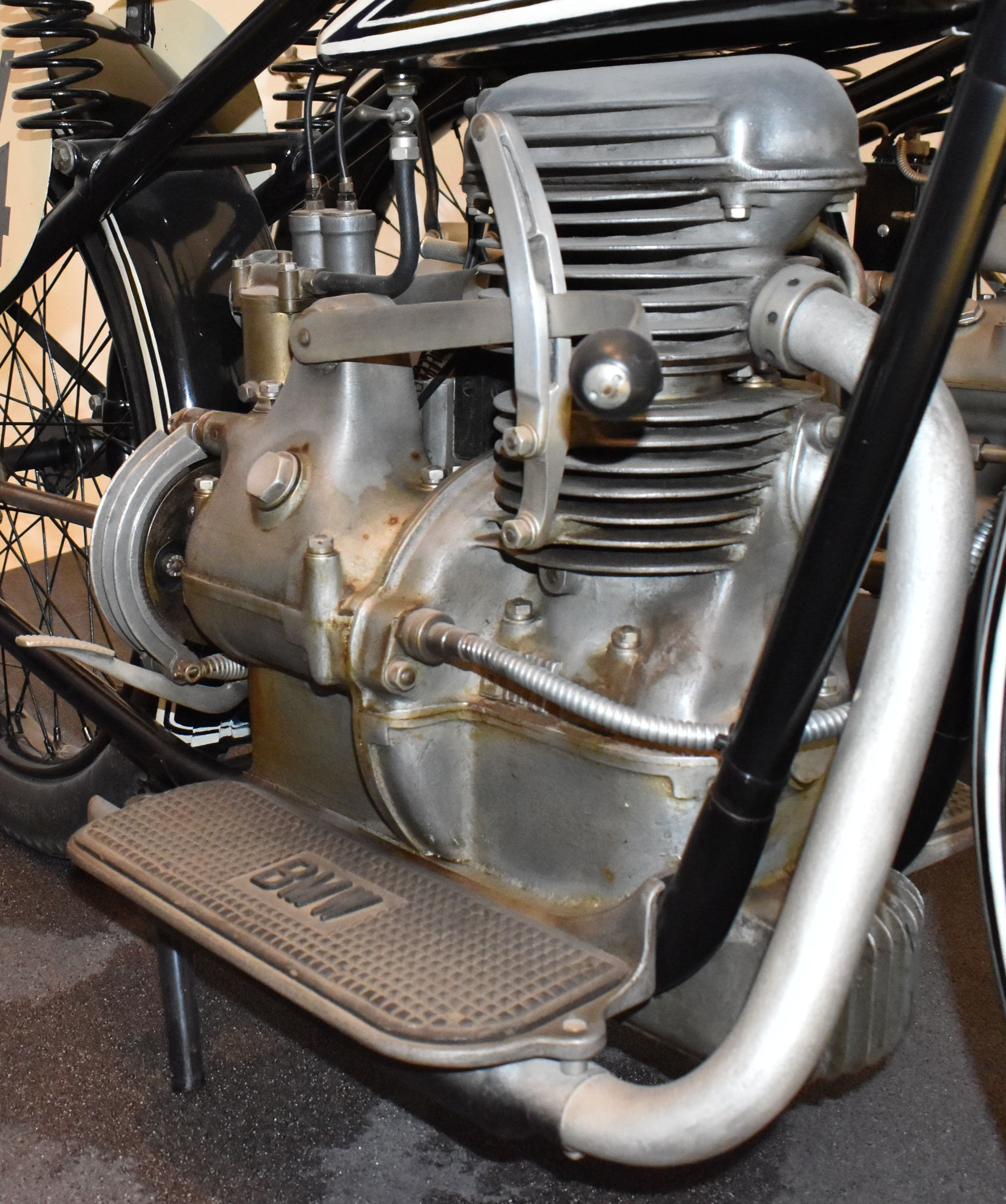
R 39 : moteur, échappement et levier de changement de vitesses.
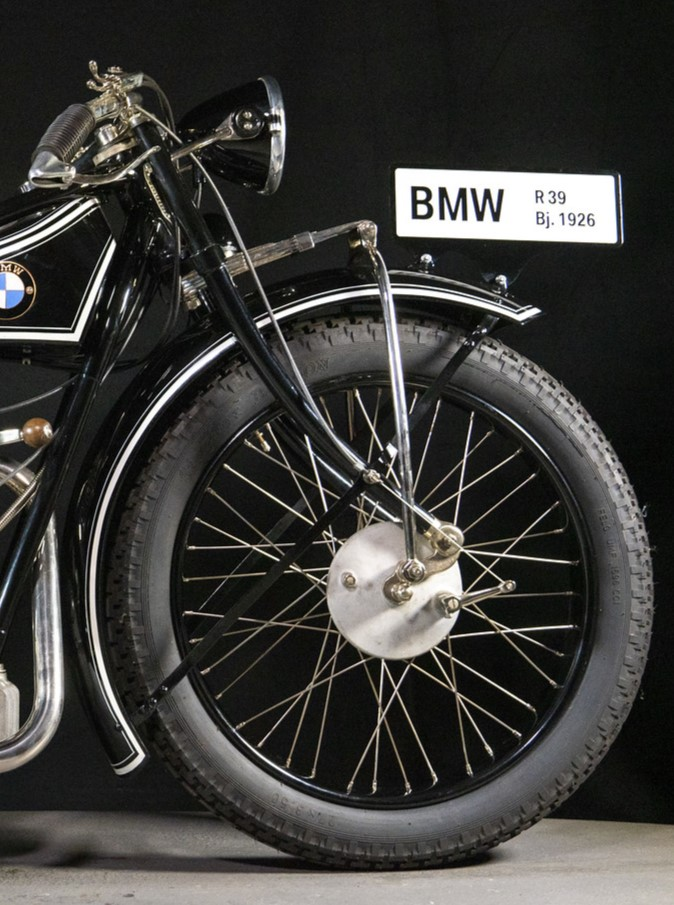
R 39 : fourche suspendue par ressorts à lames.

### Sites externes
- Site allemand sur les monocylindres BMW
- Site officiel BMW sur ses modèles historiques